# Mountain View (contea di Natrona)
Mountain View è un census-designated place degli Stati Uniti d'America, situato nella Contea di Natrona nello stato del Wyoming. Nel censimento del 2000 la popolazione era di 103 abitanti. Appartiene all'area metropolitana di Casper.

## Geografia fisica
Secondo i rilevamenti dell'United States Census Bureau, la località di Mountain View si estende su una superficie di 9,9 km², tutti occupati da terre.

## Popolazione
Secondo il censimento del 2000, a Mountain View vivevano 103 persone, ed erano presenti 25 gruppi familiari. La densità di popolazione era di 10,4 ab./km². Nel territorio comunale si trovavano 58 unità edificate. Per quanto riguarda la composizione etnica degli abitanti, il 91,26% era bianco, l'1,94% era nativo, lo 0,97% proveniva dall'Oceano Pacifico, l'1,94% apparteneva ad altre razze e il 3,88% a due o più. La popolazione di ogni razza ispanica corrispondeva al 6,80% degli abitanti.
Per quanto riguarda la suddivisione della popolazione in fasce d'età, il 15,5% era al di sotto dei 18, il 6,8% fra i 18 e i 24, il 31,1% fra i 25 e i 44, il 31,1% fra i 45 e i 64, mentre infine il 15,5% era al di sopra dei 65 anni di età. L'età media della popolazione era di 44 anni. Per ogni 100 donne residenti vivevano 119,1 uomini.